# 田庄全神庙
田庄全神庙，位于山西省晋城市陵川县附城镇田庄村。
田庄全神庙现存舞楼、正殿，以及两侧的廊房、耳殿、钟楼。其中正殿为元代风格，面阔三间，进深六椽，悬山顶。东耳殿3间，现存八仙会壁画。庙内保存明万历三十九年（1611年）重修碣一方。
2016年6月6日，田庄全神庙公布为第五批山西省文物保护单位，编号5-106。2019年10月7日，田庄全神庙公布为第八批全国重点文物保护单位。